# 코파 에바 두아르테 1947
코파 에바 두아르테 1947(스페인어: La Copa Eva Duarte 1947)는 스페인의 양대 축구 대회를 우승한 구단들 간의 경기였다. 발렌시아는 라 리가의 우승 구단 자격으로, 레알 마드리드는 코파 델 헤네랄리시모의 우승 구단 자격으로 이 경기에서 왕중왕을 가리기 위해 참가했다.
경기는 1948년 6월 13일, 마드리드의 누에보 차마르틴에서 단판 경기를 치르기로 했는데, 축구 연맹의 수뇌부가 1947년 9월 말에 회의를 통해 "마리아 에바 두에르테 데 페론의 트로피를 1947년 6월에 산 로렌소 데 알마그로로부터 받고서 결정이 내려졌고, 연간 전 시즌의 리가와 코파 우승을 거둔 구단이 경쟁하여 왕중왕을 가렸다. 컵의 소유권은 코파 델 헤네랄리시모와 유사하다. 그에 따라, 리가와 코파가 우승을 거둔 두 구단이 1947-48 시즌에 맞대결을 펼치게 되었다.
결국, 이 경기는 1948년 6월에 열렸고, 리가 우승을 거둔 발렌시아와 코파 우승을 거둔 레알 마드리드가 참가했다.
이 대회의 전신은 코파 데 오로 아르헨티나로 1945년에 열렸으나, 이 대회는 카탈루냐 축구 연맹이 독자적으로 조직했기 때문에 공식 대회가 아니다.
레알 마드리드는 이 경기에서 연장전 끝에 3-1로 이겨 우승을 거두었다.

## 참가 구단
| 팀            | 자격                           |
| ------------- | ------------------------------ |
| 발렌시아      | 라리가 1946-47 우승            |
| 레알 마드리드 | 코파 델 헤네랄리시모 1947 우승 |

## 경기 결과
| 레알 마드리드                        | 3–1 (연장전) | 발렌시아 |
| ------------------------------------ | ------------ | -------- |
| 마칼라 50′ · 몬탈보 93′ · 알론소 99′ |              | 세기 36′ |